# Animació experimental
Es considera com animació experimental a tota expressió d'un concepte o idea a través de tècniques d'animació no convencionals o de metodologies no establertes, implicant algun tipus d'innovacó tant narrativa com tècnica. Aquest tipus d'animació comprèn un conjunt de mètodes minuciosos d'animació frame-by-frame amb la finalitat de manipular les imatges resultants. No hi ha regles i l'artista pot prendre's llibertats amb els mitjans que utilitzi, deixar volar la seva imaginació i crear art mitjançant el dibuix directe en la pel·lícula o utilitzant qualsevol altre element.
Les tècniques poden ser molt variades, de la mateixa manera que la història narrada. Pot o no haver un personatge, pot o no haver un conflicte, etc. El límit, d'aquesta forma, és la capacitat de l'artista per a explorar i explotar al màxim aquest art. Tanmateix, la música és sovint utilitzada com acompanyament. Diferentes cançons poden ser utilitzades durant una sola actuació, i cada canço és escollida per un artista per a millorar el contingut emocional d'un moment en particular.
Aquestes tècniques en l'animació experimental generalment són la combinació de les ja existents com el stop motion, la rotoscòpia, el dibuix sobre cel·luloide, etc. Moltes de les formes d'animació experimental es basen també en un ús innovador d'eines ja presents en altres ámbits de l'art visual: pintura sobre diversos materials, dibuix amb diferentes eines, manipulació digital de materials, ús de programes de disseny i fotografia de manera creativa, etc. Així doncs, amb els avenços en la manipulació digital d'imatges, l'animació experimental esdevé un camp molt bast que encara es troba en procés d'exploració.

## Tècniques d'animació experimental

### Animació amb sorra
L'animació amb sorra consisteix en la creació de dibuixos i animacions amb aquest material a sobre d'una taula amb un vidre que es trobi il·luminada per la part inferior. La funció de la sorra serà llavors deixar passar més o menys quantitat de llum en el vidre, creant així una imatge que serà grabada o fotografiada per sobre de la taula de treball. D'aquesta manera, segons l'opacitat creada per la sorra, la llum formarà distintes tonalitats. Per a crear colors només és necessari utilitzar sorres de diversos colors amb les qualitats de granulometria essencials per a poder treballar amb elles.
Una vegada encessa la taula, el treball consisteix a fer dibuixos amb la sorra i anar fotografiant cada canvi que es faci. La tècnica és similar a la usada en dibuixos animats, amb la complicació que comporta el treure i posar material per a fotografiar cada quadre.

#### Història de l'animació amb sorra i principals autors
La primera mostra d'animació amb sorra va ser realitzada per Caroline Leaf quan va filmar la seva primera pel·lícula l'any 1968, titulada Sand o Peter and the Wolf a la Universitat Harvard. Es va fer mitjançant l'ús de sorra sobre una capsa il·luminada i la manipulació de textures fotograma per fotograma, unint-los després per a formar una animació. La seva segona pel·lícula va ser Orfeo l'any 1972, que va ser creada de forma diferent, ja que va pintar directament en el vidre situat sota la càmera. Després d'això, va ser convidada a unir-se a l'estudi d'animació National Film Board of Canda's. Llavors, guanyà l'Oscar en la categoria 'Millor curtmetratge animat' en l'edició 49 dels Academy Awards per la seva obra The Street, creada a partir de la barreja de pintura i glicerina.
Un altre animador que va utilitzar aquesta tècnica va ser Ferenc Cakó, un artista d'Hungria les temàtiques del qual són una mica més àcides que les de Caroline Leaf. El seu debut va ser l'any 1987 amb el curtmetratge Ab Obo. En ell es poden veure transformacions de dibuixos que fan referència a l'origen, l'ou, el ventre i allò que ens protegeix i dona la vida o ens la treu. D'aquesta obra destaca, per sobre de tot, el moment en què un personatge fet de sorra s'aixeca i cobra vida, imatge creada a partir del canvi de punt de vista de la càmara (l'animació pasa de ser des d'un pla vertical a un pla horitzontal).
És important destacar la figura de Kseniya Simonova, també coneguda com a "La dona de Sorra", per a entendre la transcendència d'aquest tipus d'animació en l'actualitat. Simonova és una experta en l'ús d'aquest material i va aconseguir molta fama pels seus espectacles en directe després de fer-se amb la victòria d'un Talent show. A més, moltes de les seves obres poden ser visualitzades en el seu perfil de YouTube.

#### Artistes destacats
- Ferenc Cakó
- Su Dabao
- Co Hoedeman
- Alexandra Konofalskaya
- Caroline Leaf
- Eli Noyes
- Kseniya Simonova
- Ilana Yahav

### Pintura sobre vidre
L'animació experimental de pintura sobre vidre és una tècnica per a fer pel·lícules animades mitjançant la manipulació d'algun tipus de material humit. La pintura a l'oli s'utilitza sovint perquè s'asseca molt lentament, permetent a l'animador seguir treballant amb el mitjà durant diversos dies. La pintura a l'oli es pot diluir amb oli de llinosa i la trementina mineral s'utilitza per a netejar diverses seccions del vidre. Les pintures fetes a base d'aigua de vegades es barregen amb glicerina amb la finalitat de reduir la velocitat a la qual s'asseca.
Donat que el material utilitzat és gravat per una càmera i emmagatzemat frame per frame, cada imatge sembla fusionar-se amb l'anterior i fondre's amb la següent, provocant així un moviment que pot ser molt fluid i orgànic. És així com es forma l'animació.

#### Pintura sobre vidre tradicional
Per a l'animació clàssica 2D, l'animador dibuixa o estableix objectes en ordre seqüencial fins que es completa la seqüència, també anomenada "animació pas endavant". D'aquesta manera, hi ha un dibuix físic o una imatge per fotograma. En el cas de l'animació de pintura sobre vidre, l'artista treballa directament sota la càmera: ha de gravar el fotograma actual abans de passar al següent, ja que les obres d'art es destrueixen per a crear cada fotograma nou.

#### Sistemes de pintura digital
Pel que fa a la majoria dels sistemes de pintura publicats, els pinzells virtuals són operats de manera predeterminada per algun tipus d'estil digital en combinació amb una tauleta digital. Altres sistemes de pintura s'orienten explícitament a interfícies noves per a superar la distància entre la pintura física i la digital. Aquest enfocament proporciona una interacció natural i permet un seguiment detallat de pinzellades específiques. Les tècniques d'entrada addicionals tangibles i basades en els dits permeten operacions o efectes de pintura específics.
Pel que fa a l'animació, fins ara només s'han iniciat petites iniciatives. L'artista Van Laerhoven va introduir el concepte de raspalls i pigments millorats amb intel·ligència de comportament que permeten a l'usuari enriquir i animar imatges creades interactivament. Algunes aplicacions d'art digital comercial també pretenen orientar-se a crear animacions. No obstant això, la part d'animació es limita principalment a la disponibilitat d'un editor de fotogrames clau i l'ús de pinzells animats per dibuixar fotogrames al llarg d'un camí.

#### Artistes destacats[7]
- Caroline Leaf
- William Kentridge
- Aleksandr Petrov

### Animació dibuixada sobre pel·lícula
L'animació dibuixada sobre pel·lícula és una tècnica d'animació on el film es produït per la creació d'imatges directament en la pel·lícula, opossat a qualsevol altre tipus d'animació on les imatges o objectes són fotografiats fotograma per fotograma amb l'animació de la càmera.
L'animador dibuixant pot utilitzar tant pel·lícules en blanc (no desenvolupades) com negres (desenvolupades) en dimensions grans o petites, depenent de la seva tècnica. El rodet de pel·lícula es distribueix a la superfície de treball i es fixa al seu lloc. L'animador, llavors, treballa fotograma per fotograma per així crear la imatge seqüencial que mostrarà la progressió del moviment.

#### Artistes destacats
- Arnaldo Ginna
- Bruno Corra
- Mary Hallock-Greenewalt
- Man Ray
- Len Lye
- Norman McLaren
- Harry Everett Smith
- Steven Woloshen

### Animació de pantalla d'agulles
L'animació de pantalla d'agulles és una tècnica d'animació en la que es fa ús d'una pantalla plena d'agulles que poden moure's cap endins o cap enfora, pressionant-les amb un objecte. Aquestes agulles generen un relleu, el qual s'il·lumina des dels costats per a generar una imatge en la pantalla amb la seva ombra. El resultat és una imatge que es podria confondre amb un ombrejat fet a carbonet. Amb aquesta tècnica es pot aconseguir una àmplia gamma d'efectes de textures molt difícils d'obtenir amb l'animació tradicional per cel·les.

#### Història de l'animació de pantalla d'agulles i principals autors
L'animació de pantalla d'agulles es va inventar a França a principis de la dècada de 1930 per l'artista rus Alexandre Alexeïeff i l'americana Claire Parker amb un disseny addicional de l'artista Alexandra Grinevsky. Alexeïeff va ser un gravador i va buscar una tècnica que s'assemblès als gravats animats. El resultat dels seus experiments amb la primera versió de pantalla d'agulles va donar lloc a Night at Bald Mountain. La pel·lícula va ser un èxit, però a causa de la naturalesa de la tècnica va prendre molt de temps i va resultar costosa.
En 1940 Alexeïeff va fugir d'Europa a conseqüència de la guerra contra els Estats Units. Ho va fer amb Claire Parker, i allà van conèixer a Norman McLaren, qui en 1943 va convidar a la parella a anar a Canadà per a produir la seva segona pel·lícula amb aquest tipus d'animació: In Passing.
A finals de la dècada de 1960, un dels col·laboradors habituals de McLaren, el músic Maurice Blackburn, es va endinsar en el món de l'animació de pantalla d'agulles mitjançant l'ús d'una versió més petita del dispositiu original d'Alexeïeff i Parker. El resultat va ser un curt experimental anomenat Ciné-crime.
En 1972, la National Film Board of Canada va convidar a Alexeïeff i Parker a fer tallers als cineastes d'aquesta organització. McLaren va gravar aquesta ocasió i va realitzar el breu documental Pinscreen. Aquest esdeveniment va resultar crucial per al futur de l'animació de pantalla d'agulles, ja que el jove animador Jacques Drouin va decidir provar aquesta tècnica, creant el curtmetratge Trois exercices sur l'écran d'épingles d'Alexeïeff. Després d'aquest exercici introductori, Drouin es va tornar més ambiciós i va crear la pel·lícula poètica Mindscape, que va guanyar un total de 18 premis. A continuació, Drouin va portar aquest tipus d'animació un pas més enllà afegint-li color a través de la filtració de les seves fonts de llum i col·laborant amb l'animador Břetislav Pojar per a crear Nightangel.